# 妹島和世
妹島 和世（せじま かずよ、1956年10月29日 - ）は、茨城県出身の日本の建築家（一級建築士）。横浜国立大学大学院都市イノベーション学府Y-GSA教授、ウィーン応用芸術大学教授、ミラノ工科大学教授、大阪芸術大学客員教授、日本女子大学客員教授 を務める。プリツカー賞、日本建築学会賞、日本建築大賞他多数受賞。SANAAを西沢立衛と共同で運営する。

## 略歴
- 1956年 - 茨城県日立市[3]に生まれ育つ。父は日立製作所の技術者で、幼少期をその社宅で過ごした[4]。母は長野県飯田市に伊豆木陣屋の遺構である旧小笠原家書院を残す伊豆木小笠原氏の子孫[5]。
- 1972年 - 日立市立助川中学校卒業[6]。
- 1975年 - 茨城県立水戸第一高等学校卒業[7]。
- 1979年 - 日本女子大学家政学部住居学科卒業[2]。
- 1981年 - 日本女子大学大学院家政学研究科住居学専攻修士課程修了[2]。同年、伊東豊雄建築設計事務所に入所する[8]。在籍時には東京遊牧少女の包、神田Mビルなどを担当する。
- 1987年 - 妹島和世建築設計事務所を設立し、独立する[9]。
- 1988年 - 鹿島賞（SD Review 1988）受賞[10]。
- 1988年 - 東京建築士会住宅建築賞特別賞受賞[11]。
- 1989年 - 第6回吉岡賞受賞[12]。
- 1992年 - JIA（日本建築家協会）新人賞受賞[9]。
- 1995年 - SANAAを西沢立衛と共に設立する[9]。
- 1995年 - ケネス・ブラウン環太平洋建築賞受賞[13]。
- 1998年 - 日本建築学会賞受賞[14]。
- 2002年 - American Academy of Arts and Lettersアーノルド・W・ブルンナー記念建築賞受賞。
- 2002年 - ザルツブルク建築賞ヴィンセンツオ・スカモッチ賞受賞。
- 2004年 - ベネチアビエンナーレ国際建築展金獅子賞受賞[15]。
- 2005年 - ショック賞（視覚芸術部門）受賞。
- 2005年 - 第46回毎日芸術賞建築部門受賞[15]。
- 2006年 - 日本建築学会賞2度目受賞[15]。芸術選奨文部科学大臣賞受賞[16]。日本建築大賞受賞。
- 2007年 - 王立英国建築家協会国際研究奨励賞(IFRIBA)授受。
- 2010年 - 女性として2人目、日本人女性としては1人目にして唯一（2016年現在）のプリツカー賞受賞[17]。フランスの芸術文化勲章オフィシエに叙される[9]。
- 2010年 - 第12回ベネチアビエンナーレ国際建築展ディレクターを務める[9]。建築部門の最高責任者に日本人および女性の起用は初。
- 2012年 - 英国王立芸術大学（Royal College of Art）名誉博士（建築学）。
- 2013年 - 銀の定規賞受賞[18]。シュツットガルト大学名誉博士（建築学）。
- 2015年 - 村野藤吾賞受賞[19]。American Academy of Arts and Letters 外国人名誉会員。
- 2015年 - 政府が海外主要都市に創設する日本の対外発信拠点「ジャパン・ハウス（仮称）」の有識者諮問会議メンバー（建築分野）に選出された[20][21]。
- 2016年 - オックスフォード大学名誉学位授受[22]。紫綬褒章受章[23]。
- 2022年 - 第33回高松宮殿下記念世界文化賞建築部門受賞[24][25]。
- 2024年 - 文化功労者[26]。

## 作品

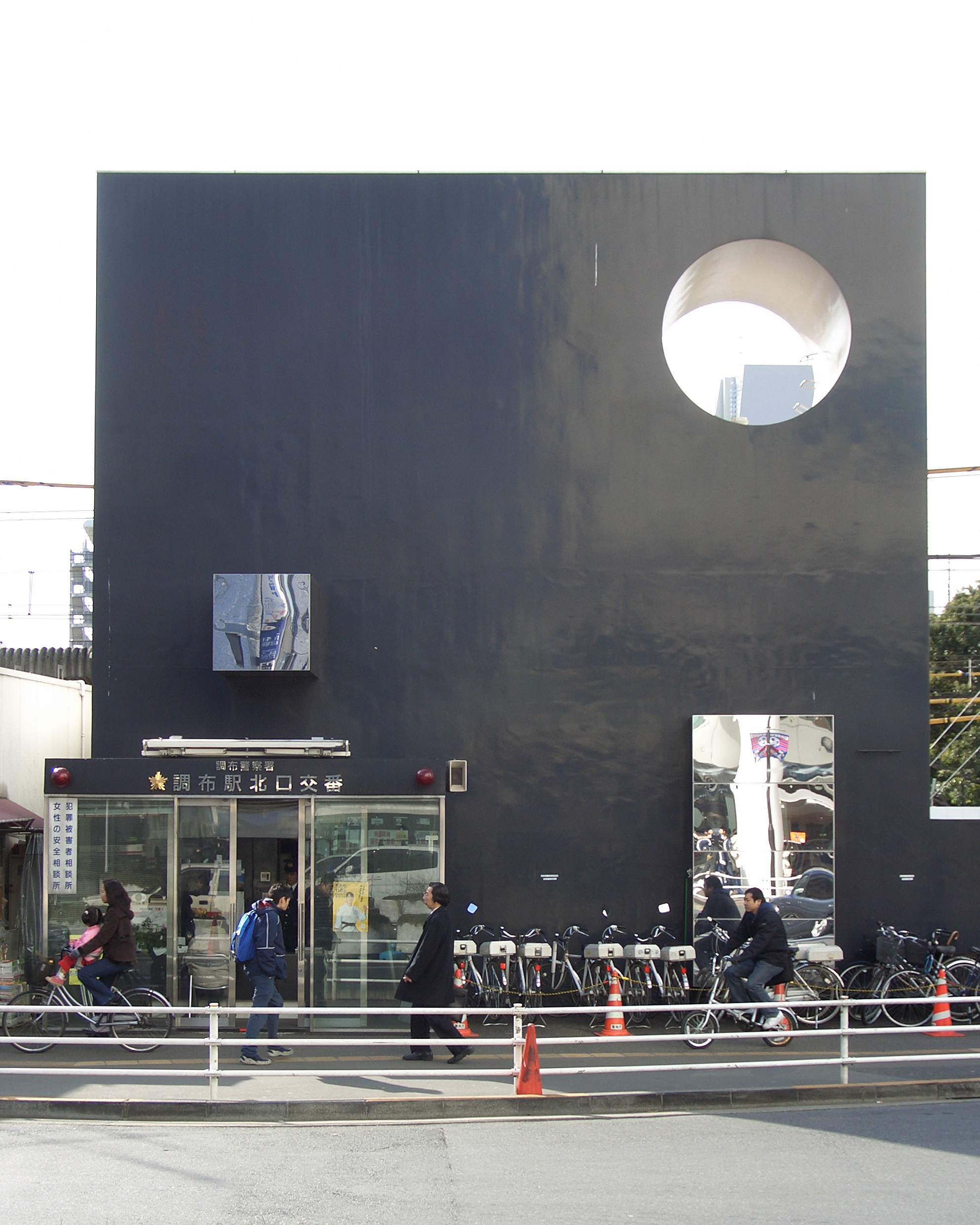
調布駅北口交番

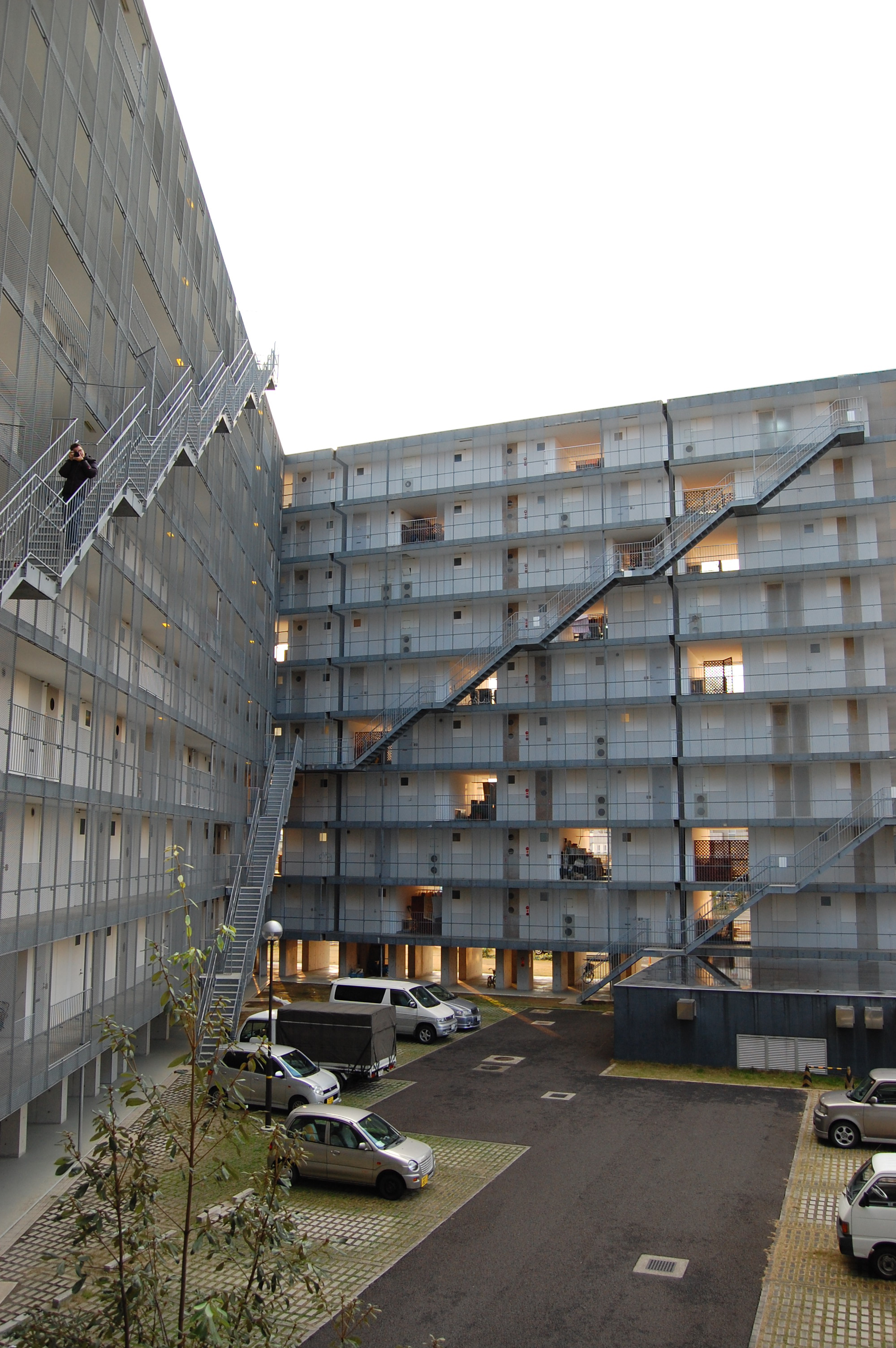
岐阜県営住宅ハイタウン北方

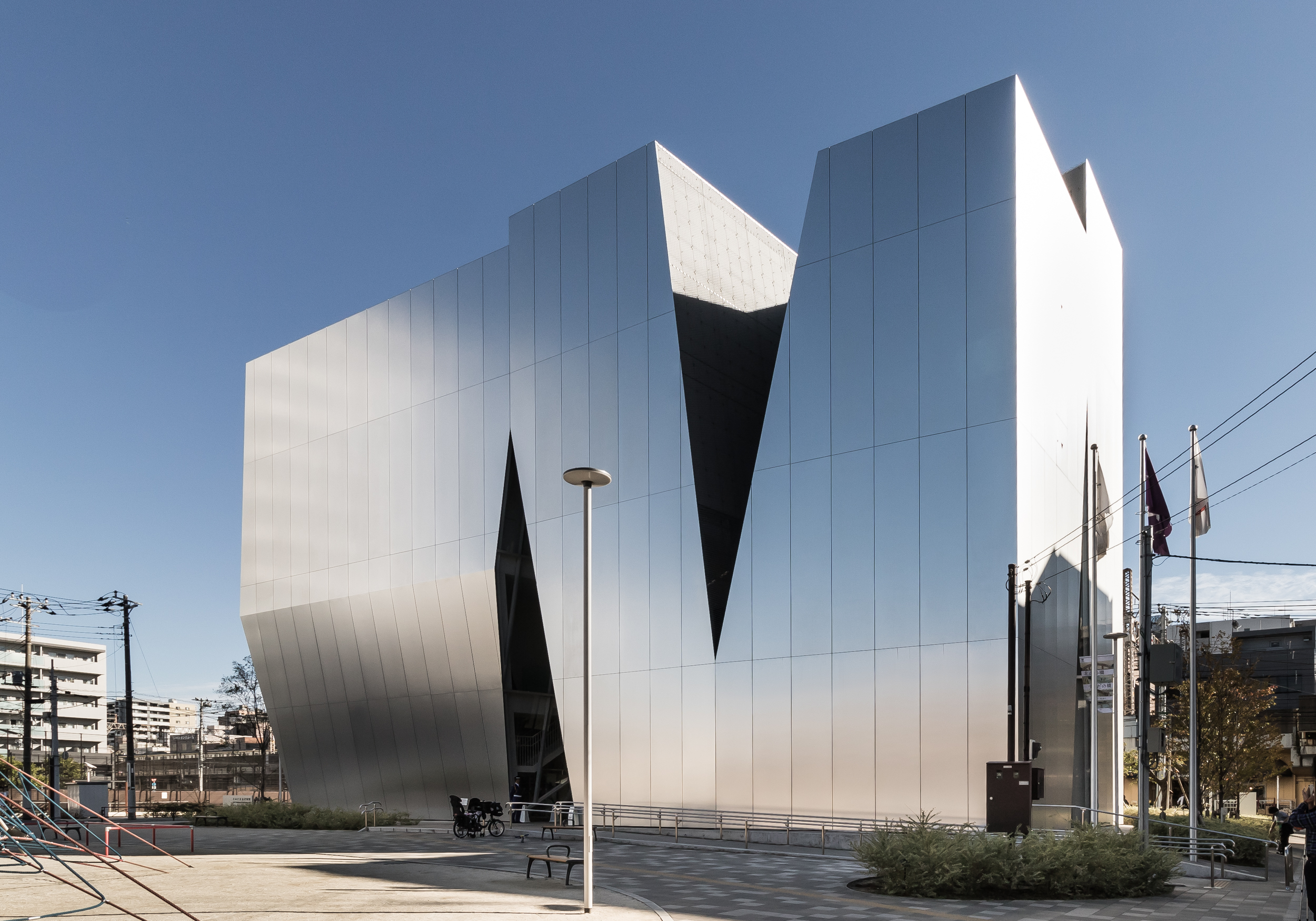
すみだ北斎美術館、2018年BCS賞受賞

| 年   | 名称                                                                   | 所在地                                                      | 国             | 備考                                       |
| ---- | ---------------------------------------------------------------------- | ----------------------------------------------------------- | -------------- | ------------------------------------------ |
| 1988 | PLATFORM I                                                             | 千葉県勝浦市                                                | 日本           | ※現存せず                                  |
| 1990 | PLATFORM II                                                            | 山梨県北巨摩郡                                              | 日本           | ※現存せず                                  |
| 1991 | 再春館製薬女子寮                                                       | 熊本県熊本市中央区帯山                                      | 日本           |                                            |
| 1991 | カステルバジャック・スポーツ・ショップ                                 | 神奈川県横浜市中区元町                                      | 日本           | ※現存せず                                  |
| 1992 | N-HOUSE                                                                | 熊本県熊本市                                                | 日本           |                                            |
| 1993 | パチンコパーラー I                                                     | 茨城県日立市鹿島町                                          | 日本           | 「キコーナ日立銀座店」（閉業）             |
| 1993 | パチンコパーラー II                                                    | 茨城県那珂市菅谷                                            | 日本           | 「キコーナ 那珂店」                        |
| 1994 | 森の別荘                                                               | 長野県茅野市                                                | 日本           |                                            |
| 1994 | Y-HOUSE                                                                | 千葉県勝浦市墨名                                            | 日本           |                                            |
| 1994 | 調布駅北口交番                                                         | 東京都調布市小島町                                          | 日本           | ※現存せず                                  |
| 1996 | パチンコパーラー III                                                   | 茨城県常陸太田市山下町                                      | 日本           | 「キコーナ 太田店」（閉業）                |
| 1996 | S-HOUSE                                                                | 岡山県岡山市南区浦安南町                                    | 日本           | SANAAとして                                |
| 1996 | 岐阜県立国際情報科学芸術アカデミー マルチメディア工房                  | 岐阜県大垣市領家町                                          | 日本           | SANAAとして ※現存せず                      |
| 1997 | 熊野古道なかへち美術館                                                 | 和歌山県西牟婁郡中辺路町近露                                | 日本           | SANAAとして                                |
| 1997 | M-HOUSE                                                                | 東京都渋谷区松濤                                            | 日本           | SANAAとして ※現存せず                      |
| 1997 | K社本社屋                                                              | 茨城県日立市幸町                                            | 日本           | SANAAとして 株式会社金馬車本社             |
| 1998 | リフレプラザ ひたち野うしく                                            | 茨城県牛久市ひたち野東                                      | 日本           | ひたち野うしく駅前利便施設                 |
| 1999 | オペーク・ギンザ                                                       | 東京都中央区銀座                                            | 日本           | 外装デザイン ※現存せず                     |
| 1999 | 飯田市小笠原資料館                                                     | 長野県飯田市伊豆木                                          | 日本           | SANAAとして                                |
| 2000 | 岐阜県営住宅ハイタウン北方 南ブロック第１期・第２II期                  | 岐阜県本巣郡北方町                                          | 日本           | ハイタウン北方S4棟                         |
| 2000 | saito サイトウ                                                         | 東京都渋谷区恵比寿                                          | 日本           |                                            |
| 2000 | 小さな家                                                               | 東京都港区                                                  | 日本           |                                            |
| 2000 | 江山閣                                                                 | 茨城県水戸市三の丸                                          | 日本           | 茨城県立水戸第一高等学校合宿所             |
| 2000 | hhstyle.com                                                            | 東京都渋谷区神宮前                                          | 日本           | クレインズ6142                             |
| 2000 | 六ツ川地域ケアプラザ                                                   | 神奈川県横浜市南区六ツ川                                    | 日本           | SANAAとして                                |
| 2000 | ヴェニス・ビエンナーレ第7回国際建築展 日本館『少女都市』 会場構成      | ヴェニス                                                    | イタリア       | SANAAとして                                |
| 2000 | プラダ・ビューティ プロトタイプ デザイン                               |                                                             |                | SANAAとして                                |
| 2001 | オペーク・ナゴヤ                                                       | 愛知県名古屋市中区栄                                        | 日本           | ※現存せず                                  |
| 2001 | プラダ・ビューティ 香港Lee Garden店                                    | 香港                                                        | 中国           | SANAAとして                                |
| 2001 | イスタンブール・ビエンナーレ ガーデンカフェ                            | イスタンブール                                              | トルコ         | SANAAとして                                |
| 2002 | 朝日新聞山形ビル                                                       | 山形県山形市六日町                                          | 日本           |                                            |
| 2003 | 梅林の家                                                               | 東京都世田谷区                                              | 日本           |                                            |
| 2003 | 下御門ビル                                                             | 奈良県奈良市下御門町                                        | 日本           |                                            |
| 2003 | ISSEY MIYAKE BY NAOKI TAKIZAWA                                         |                                                             |                | SANAAとして                                |
| 2003 | ディオール表参道                                                       | 東京都渋谷区神宮前                                          | 日本           | SANAAとして                                |
| 2004 | 金沢21世紀美術館                                                       | 石川県金沢市広坂                                            | 日本           | SANAAとして                                |
| 2005 | 鬼石多目的ホール                                                       | 群馬県藤岡市鬼石                                            | 日本           |                                            |
| 2006 | 有元歯科医院                                                           | 岡山県津山市北園町                                          | 日本           |                                            |
| 2006 | ツォルフェラインスクール                                               | エッセン                                                    | ドイツ         | SANAAとして                                |
| 2006 | トレド美術館ガラスパビリオン                                           | オハイオ州トレド                                            | アメリカ       | SANAAとして                                |
| 2006 | ノバルティス製薬オフィスビル                                           | バーゼル                                                    | スイス         | SANAAとして                                |
| 2006 | 海の駅なおしま                                                         | 香川県香川郡直島町                                          | 日本           | SANAAとして                                |
| 2007 | スタッドシアター                                                       | アルメラ                                                    | オランダ       | SANAAとして                                |
| 2007 | ニューミュージアム                                                     | ニューヨーク市マンハッタン区                                | アメリカ       | New Museum of Contemporary Art SANAAとして |
| 2008 | ガーデンコート成城 United Cubes                                        | 東京都世田谷区成城                                          | 日本           |                                            |
| 2008 | 大倉山集合住宅                                                         | 神奈川県横浜市港北区大倉山                                  | 日本           |                                            |
| 2009 | デレック・ラムNYショップ（クロスビーストリート）デザイン               | ニューヨーク                                                | アメリカ       | SANAAとして                                |
| 2009 | サーペンタインパビリオン                                               | ロンドン                                                    | イギリス       | SANAAとして                                |
| 2009 | ROLEXラーニングセンター                                                | ローザンヌ                                                  | スイス         | SANAAとして                                |
| 2010 | 葉山の小屋                                                             | 神奈川県三浦郡葉山町                                        | 日本           |                                            |
| 2010 | 逢妻交流館                                                             | 愛知県豊田市田町                                            | 日本           | 豊田市生涯学習センター逢妻交流館           |
| 2010 | 犬島「家プロジェクト」                                                 | 岡山県岡山市東区犬島                                        | 日本           | F邸 S邸 A邸 C邸 I邸                        |
| 2010 | デレック・ラムNYショップ（マディソンアヴェニュー）デザイン             | ニューヨーク                                                | アメリカ       | SANAAとして                                |
| 2011 | SHIBAURA HOUSE                                                         | 東京都港区芝浦                                              | 日本           |                                            |
| 2011 | 日立駅自由通路及び橋上駅舎                                             | 茨城県日立市幸町                                            | 日本           |                                            |
| 2011 | 石神井アパートメント                                                   | 東京都練馬区下石神井                                        | 日本           | SANAAとして ドゥ・アジュール               |
| 2012 | 土橋邸                                                                 | 東京都豊島区                                                | 日本           |                                            |
| 2012 | ルーブル＝ランス                                                       | ランス                                                      | フランス       | SANAAとして                                |
| 2012 | 東松島市宮戸島のみんなの家                                             | 宮城県東松島市宮戸二ツ橋 宮戸小学校グラウンド応急仮設住宅内 | 日本           | SANAAとして ※現存せず                      |
| 2013 | 京都の集合住宅                                                         | 京都府京都市北区大宮西野山町                                | 日本           | NISHINOYAMA HOUSE                          |
| 2013 | ヴィトラ・ファクトリー                                                 | ヴァイル・アム・ライン                                      | ドイツ         | SANAAとして                                |
| 2013 | 岡山大学Jホール                                                        | 岡山県岡山市北区鹿田町                                      | 日本           | Junko Fukutake Hall SANAAとして            |
| 2014 | ヨシダ印刷東京本社                                                     | 東京都墨田区亀沢                                            | 日本           |                                            |
| 2014 | 總寧寺永代供養施設「無憂樹林」                                         | 千葉県市川市国府台                                          | 日本           |                                            |
| 2014 | 団子坂の家                                                             | 東京都文京区                                                | 日本           |                                            |
| 2014 | 岡山大学パーゴラ                                                       | 岡山県岡山市北区津島中                                      | 日本           | S岡山大学津島キャンパス内 SANAAとして      |
| 2014 | 宮戸島月浜のみんなの家                                                 | 宮城県東松島市宮戸村                                        | 日本           | SANAAとして                                |
| 2015 | なかまちテラス 小平市立仲町公民館・仲町図書館                          | 東京都小平市仲町                                            | 日本           |                                            |
| 2015 | グレイス・ファームズ                                                   | ニューケイナン                                              | アメリカ       | SANAAとして                                |
| 2016 | Spring                                                                 | 茨城県久慈郡大子町浅川                                      | 日本           | 茨城県北芸術祭出展作 旧浅川温泉            |
| 2016 | すみだ北斎美術館                                                       | 東京都墨田区亀沢                                            | 日本           |                                            |
| 2016 | 直島港ターミナル                                                       | 香川県香川郡直島町本村                                      | 日本           | SANAAとして                                |
| 2017 | 荘銀タクト鶴岡                                                         | 山形県鶴岡市馬場町                                          | 日本           | 鶴岡市文化会館 SANAAとして                 |
| 2018 | 大阪芸術大学30号館                                                     | 大阪府南河内郡河南町東山                                    | 日本           | アートサイエンス学科棟                     |
| 2018 | 西武鉄道001系電車「Laview」                                            | [ 36 ]                                                      | 日本           |                                            |
| 2018 | マルシャルファイヨール通りのアパートメント                             | パリ                                                        | フランス       | SANAAとして                                |
| 2019 | 日本女子大学図書館、青蘭館                                             | 東京都文京区目白台                                          | 日本           | SANAAとして                                |
| 2019 | 日立市市庁舎（日立市役所）                                             | 茨城県日立市助川町                                          | 日本           | SANAAとして                                |
| 2020 | 西岸華鑫金融中心（西岸藝島ART Tower）                                  | 上海市徐匯区龍耀路                                          | 中国           | SANAAとして                                |
| 2021 | 日本女子大学百二十年館、杏彩館                                         | 東京都文京区目白台                                          | 日本           |                                            |
| 2021 | サマリテーヌ百貨店 リヴォリ館全面改装                                  | パリ                                                        | フランス       | SANAAとして                                |
| 2022 | ニュー・サウス・ウェールズ州立美術館新館                               | シドニー                                                    | オーストラリア | SANAAとして                                |
| 2023 | パワーエックス玉野工場 「Power Base」                                  | 岡山県玉野市田井                                            | 日本           |                                            |
| 2024 | ロートハートスクエアうめきた                                           | 大阪府大阪市北区大深町                                      | 日本           | SANAAとして                                |
| 2024 | あなぶきアリーナ香川                                                   | 香川県高松市サンポート                                      | 日本           | 香川県立アリーナ SANAAとして               |
| 2024 | 無印良品 代官山                                                        | 東京都渋谷区猿楽町                                          | 日本           | SANAAとして                                |
| 2025 | 2025年日本国際博覧会 テーマ館シグネチャーパビリオン「Better Co-Being」 | 大阪府大阪市此花区夢洲                                      | 日本           | SANAAとして                                |
| 2026 | SHISHI-IWA-HOUSE Karuizawa SSHNo.04                                    | 長野県北佐久郡軽井沢町長倉                                  | 日本           |                                            |
| 2027 | 渋谷スクランブルスクエア 第Ⅱ期（中央棟・西棟）                         | 東京都渋谷区渋谷                                            | 日本           | SANAAとして                                |
| 2029 | 恵泉女学園 新フェロシップホール                                        | 東京都世田谷区船橋                                          | 日本           | フェロシップホール（講堂）の建て替え       |
| 2030 | 国際文化会館 新西館                                                    | 東京都港区六本木                                            | 日本           | SANAAとして                                |

### プロダクトデザイン
- MARUMARU（driade社から発売のスツールチェア）
- HANAHANA（driade社から発売のフラワースタンド）
- Flower / 椅子 / 2001
- Drop / 椅子 / 2004
- SANAAチェア（マルニ木工から3タイプを発売。SANAAとして）
- オクトフィニッシモ妹島和世限定モデル 103710 BGO40SXT（ブルガリから発売の腕時計）

## 映画
- 2020年 『建築と時間と妹島和世』 （監督：ホンマタカシ)

### テレビ
- NHKアカデミア「妹島和世 建築家 "揺るぎない知性"との出会い」（2022年9月27日、NHK Eテレ）[39]
- 新美の巨人たち「妹島和世「西武鉄道・特急Laview」×田中卓志」（2023年7月8日、テレビ東京）[40]